# John W. Berry
John Widdup Berry (* 1939 in Montreal, Kanada) ist ein kanadischer Psychologe, Migrationsforscher und emeritierter Professor der Queen’s University (Kingston, Kanada).

## Leben
Berry studierte an der Sir George Williams University (Montreal, Kanada) und wurde 1966 an der University of Edinburgh (Schottland) promoviert. Einer Tätigkeit an der University of Sydney (Australien) von 1966 bis 1969 folgte die Beschäftigung an der Queen’s University (Kingston, Kanada) von 1969 bis 1999. Berry war unter anderem Mitherausgeber des Journal of Cross-Cultural Psychology (1973–1990), des International Journal of Psychology (1987–2002) sowie des International Journal of Intercultural Relations (seit 1997). 2021 wurde er zum Mitglied der Royal Society of Canada ernannt.

## Wirken
Berry befasst sich in weit über 100 Veröffentlichungen vor allem mit interkultureller Psychologie und interkulturellen Beziehungen. Er gilt als einer der wichtigsten Forscher über Migrations- und Akkulturationsprozesse. Seine Arbeiten wurden über 100.000 Mal zitiert. Insbesondere seine Vier-Felder-Matrix zu Akkulturationsstrategien hat Einschlag in die Literatur gefunden.

## Berrys Modell der Akkulturationsstrategien

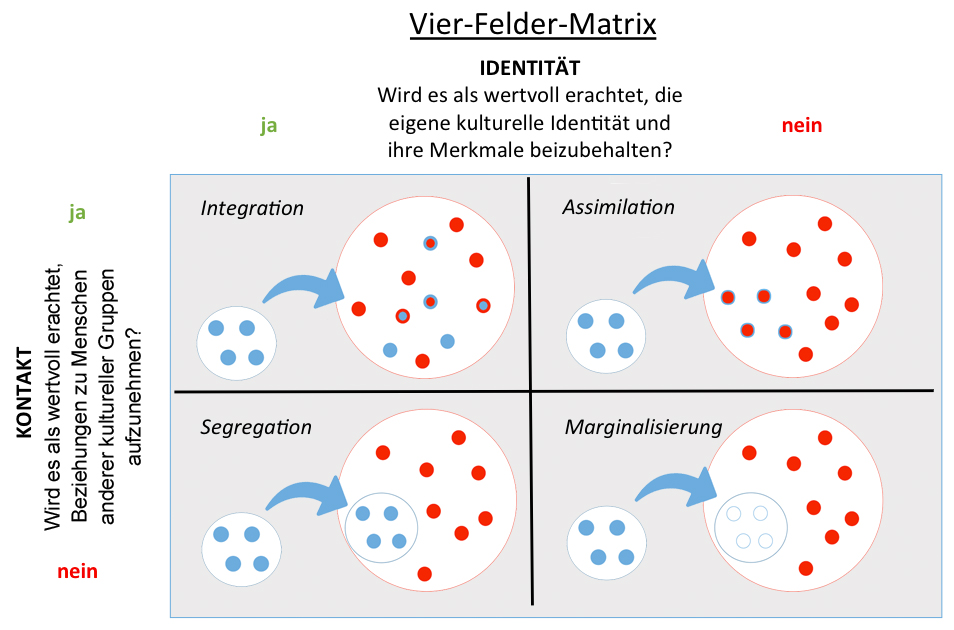
Die vier Formen der Akkulturation

Das Modell der Akkulturationsstrategien nach John W. Berry geht auf einen Aufsatz Berrys aus dem Jahr 1970 zurück, aus dem er ein bidimensionales Modell entwickelte, welches unter anderem im Handbook of Cross-Cultural Psychology ausgeführt wurde.
Nach Berry bezeichnet Akkulturation das Phänomen, wenn Gruppen von Individuen mit unterschiedlichen Ausgangskulturen in einen kontinuierlichen Kontakt miteinander treten. Dies hat einen unterschiedlich starken Einfluss auf die beteiligten Kulturen. Für die beteiligten Individuen ergeben sich daraus vier Strategien bzw. Formen der Akkulturation: Assimilation, Segregation (Separation), Integration oder Marginalisierung. Diese sind definiert durch die Einstellung des Individuums gegenüber (a) „kultureller Bewahrung“ („cultural maintenance“: Ist die Bewahrung der kulturellen Identität wichtig?) bzw. (b) „Kontakt und Teilhabe“ („contact and participation“: Sind Kontakte zur dominierenden Gesellschaft wichtig?).
- Integration: Es wird sowohl die Ursprungskultur beibehalten als auch ein reger Kontakt zur dominierenden Kultur gepflegt.
- Segregation oder Separation: Die Ursprungskultur wird beibehalten und Einflüsse der dominierenden Kultur werden abgelehnt.
- Assimilation: Die eigene Kultur wird aufgegeben und es findet ein reger Austausch mit der dominierenden Kultur statt.
- Marginalisierung: Aufgabe der eigenen Kultur ohne Kontaktaufnahme zur dominierenden Kultur. Diese Form folgt häufig auf eine kulturelle oder ethnische Entwurzelung sowie Ausgrenzungs- und Diskriminierungserfahrungen.

Berry merkt an, dass die konkrete Akkulturationsstrategie bei einem Individuum je nach Domäne (Privatsphäre, Freundeskreis, Arbeitsplatz, politische Beteiligung etc.) variieren kann. Darüber hinaus hängt die gewählte Akkulturationsstrategie auch von den Rahmenbedingungen der aufnehmenden Gesellschaft ab: In multikulturellen Gesellschaften fällt es einem Individuum leichter, eine Integrations-Strategie zu verfolgen als in assimilationsfordernden Gesellschaften.

## Akkulturationsstress
Im Prozess der Akkulturation vollziehen die Individuen Verhaltensänderungen (Behavioral Changes). Diese können Auswirkungen auf die psychische Konstitution haben. Berry führte 1970 hierfür den Begriff Akkulturationsstress (Acculturative Stress) ein. In der Folge der Akkulturation können Unsicherheiten bis hin zu Ängsten und Depressionen auftreten. Berry zog den Begriff „Stress“ gegenüber dem damals bereits bekannten Konzept des „Kulturschocks“ vor, da die Psychologie Strategien entwickeln konnte, um mit Stressoren umzugehen. Außerdem lenke der Begriff des Akkulturationsstresses den Fokus auf einen individuellen Prozess und nicht auf vermeintlich statische Kulturen (die der Begriff Kulturschock impliziert).

## Publikationen (Auswahl)
- Harry C. Triandis / John W. Berry (Hrsg.) (1980): Handbook of Cross-Cultural Psychology, Vol. 2, Methodology. Boston: Allyn & Bacon.
- John W. Berry (1997): Immigration, Acculturation and Adaption. In: Applied Psychology: An International Review; 46(1), S. 5–34. online
- John W. Berry, Marshall Segall & Cigdem Kagitcibasi (Hrsg.) (1997): Handbook of Cross-Cultural Psychology. Vol. 3, Social Behaviour and Applications. Boston: Allyn & Bacon.
- John W. Berry (2004): Fundamental Psychological Processes in Intercultural Relations. In: Dan Landis / Janet Bennett / Milton Bennett (Hrsg.): Handbook of Intercultural Training, Vol. 3. Thousand Oaks: SAGE. S. 166–184.
- John W. Berry, Ype Poortinga, Seger Bruegelmans, Athanasios Chasiotis, David Sam (2011): Cross-cultural psychology: Research and applications. 3rd Edition. New York: Cambridge University Press.